# Кендалл Дженнер
Кéндалл Нікóль Дже́ннер (англ. Kendall Nicole Jenner; нар. 3 листопада 1995, Лос-Анджелес, Каліфорнія, США) — американська модель, світська левиця та акторка. Учасниця телевізійного реаліті-шоу "Світське життя сімейства Кардашян".

## Біографія
Кендалл Дженнер народилася 3 листопада 1995 року в місті Лос-Анджелес, штат Каліфорнія. Вона є першою дитиною Брюса Дженнера і бізнесвумен Кріс Дженнер. У Кендалл є сестра Кайлі. Зі сторони матері у неї є сестри Кортні, Кім, Хлої та брат Роб. Зі сторони батька — брати Бартон Дженнер та Брендон Дженнер, зірка реаліті-шоу — Броуді Дженнер.
Про Кендалл і її сестру Кайлі вперше написали в статті «Beautiful People» журналу «Paper» у 2010 році.
До осені 2012 року Кендалл відвідувала приватні школи в Калабассас, штат Каліфорнія. З осені 2012 року Кендалл разом зі своєю сестрою Кайлі перейшли на домашнє навчання через нестачу часу, що пов'язано з кар'єрою.
2013 року було оголошено, що компанія PacSun випустить ексклюзивну лінію одягу «Kendall & Kylie», розроблену сестрами Кайлі і Кендалл Дженнер.
У кінці травня 2014 року вийшла книга сестер «Rebels: City of Indra: The Story of Lex and Livia».
Кендалл дебютує на тижні моди у Нью-Йорку на показі Marc Jacobs. Останні виходи Дженнер — на шоу Chanel и Givenchy, а Рікадо Тіші назвав її «one of the G girls».
Кендалл уклала новий контракт вже з іншим агентством — The Society Manangement, у команді якої є Адріана Ліма і Кет Макніл. Також Кендалл вже вдруге з'явилась на показі Chanel. The Society Manangement не єдине агентство, з яким співпрацює дівчина, вона також працює з агентствами «Elite Paris» і «Elite London».

## Дитинство
Народилась 3 листопада 1995 року в Лос-Анджелесі. Їй пощастило народитися у зірковій родині. Головною відмінністю Кендалл від інших братів і сестер є високий зріст і невелика вага, що, власне, і вплинуло на її рішення стати моделлю. Кайлі і Кендалл навчались в одній школі, дівчата були у групі підтримки, а пізніше, також разом, перевелись на індивідуальне навчання. Це сталося у 2012—2013 навчальному році.
Зустрічалась у школі з Джуліаном Бруксом.

## Модельна кар'єра
Дженнер почала кар'єру моделі у віці 14 років. У 2009 році підписала контракт з агентством «Wilhelmina Models» як модель-підліток. Саме у 2009 році про Кендалл вперше і заговорили. У 2009 році сестри Дженнер з'являються на сторінках журналу «Peper» в колонці «Beautiful People». Перша робота як моделі — для всесвітньо відомого бренду «Forever 21». Саме ця робота стала ривком у модельній кар'єрі дівчини.
Раніше у старшої Дженнер проходили фотосесії для родинного шоу «KUWTK» і фотосесії разом з її сестрою Кім. Вона і її сестра з'являлись на таких глянцях, як «OK!», «Teen Vogue», «Seventeen». 
Наприкінці 2010 року юна Місс Дженнер побувала на зйомках у фотографа Ніка Саглембені, ця фотосесія переросла у скандал через надто відверті фото чотирнадцятирічної дівчинки. Але ця фотосесія була потрібна, адже у результаті неї на Кендалл посипалось безліч пропозицій. У 2011 році Дженнер стала другою моделюю, яка прикрасила обкладинку «Miss Vogue». Донька Брюса і Кріс моделювала для журналу «Nordstrom», де її фотографом став відомий на весь світ Рассел Джеймс. Кендалл і Кайлі також займаються дизайном одягу, мають власну лінію одягу «Kendall & Kylie» для молодіжної марки PacSun, яка продається по всій території США. Після одягу почався тріумфальний похід сестер у відділ аксесуарів і взуття: вони створювали сумки та взуття для дочірньої марки Steve Madden — Madden Girl. Але найбільш несподіваним поворотом стало написання фантастичного роману сестрами Дженнер під назвою «Rebels: City of Indra». Книга вийшла друком у червні 2014 року. У книзі розповідається про двох дівчат, які мають супер силу. Сестри вважають, що це «хвилююча похмура історія» і тут навіть вони правильно вловили інотації часу — фемінізм у суміші з тривогою за майбутнє.
Кендалл також знялась для рекламної кампанії і стала однією з дівчат Givenchy, групи, яку Рікардо Тіші називає "Givenchy Gang". У число робіт Дженнер входять найрізноманітніші фотосесії, вона знялася для W и V Magazine, Vogue Paris, Deutsh, Japan, USA, Espana, Interview Magazine.

## Фільмографія
| Рік       | Українська назва           | Оригінальна назва                               | Роль           |
| --------- | -------------------------- | ----------------------------------------------- | -------------- |
| 1994—     | Екстра                     | Extra                                           | Грає саму себе |
| 1998—     | Фокс і друзі               | Fox and Friends                                 | Грає саму себе |
| 2002—     | Модний контроль            | Fashion Police                                  | Грає саму себе |
| 2003—     | Топ-модель по-американські | America's Next Top Model                        | Грає саму себе |
| 2004      | Інсайдер                   | The Insider                                     | Грає саму себе |
| 2007—     | Сімейство Кардашян         | Keeping Up with the Kardashians                 | Грає саму себе |
| 2009      | Кортні й Хлої в Маямі      | Kourtney & Khloé Take Miami                     | Грає саму себе |
| 2010—     | Гаваї 5.0                  | Hawaii Five-0                                   | камео          |
| 2011—2012 | Хлоя і Ламар               | Khloé & Lamar                                   | Грає саму себе |
| 2012—     |                            | The High Fructose Adventures of Annoying Orange | камео          |
| 2018      | Вісім подруг Оушена        | Ocean's 8                                       | камео          |

### Музичні кліпи
| Рік  | Назва            | Артист                        | Роль            |  |
| ---- | ---------------- | ----------------------------- | --------------- |  |
| 2010 | «Чорне світло»   | Один Дзвінок                  | Інтерес кохання |  |
| 2014 | «Визнати»        | Усього (за участю Дрейка)     | Водій           |  |
| 2016 | «#WHERESTHELOVE» | «Чорноокі горошини» (у світі) | Сама            |  |

## Особисте життя
У травні 2014 року Дженнер придбала дві спальні, 2,5 ванни кондомініум в Лос-Анджелесі за 1,4 млн доларів США. Кендалл придбала за 100 000 доларів США Шевроле Корвет на подарунок в честь свого двадцятиріччя у 2015 році. Дженнер воліє не коментувати в ЗМІ про її особисте життя.Також дівчина зізналася у своєму блозі, що вона є дуже сором'язливою натурою і на додаток написала: «я на 100 % ідентифікую себе як християнин».

### Стосунки Кендалл з хлопцями
З осені 2011 року хлопцем Кендалл вважався Джуліан Свірський, поки в травні 2012 в її школу не вступив Джуліан Брукс. Цей другий за рахунком Джуліан зайняв місце поруч з дівчиною до серпня 2013, поки його не звинуватили в зраді.
У жовтні 2013 її увагою заволодів Гаррі Стайлз з групи «One Direction», але ця ниточка стосунків теж обривається досить скоро: у лютому 2014-го.
У свій час ходили чутки, що Дженнер зустрічається зі своїм другом Найлом Хораном, ще одним солістом групи «One Direction». У своєму Instagram Найл назвав дівчину «сексуальною телезіркою», що змусило думати про можливі стосунки між ними. Пізніше співак пояснив це тим, що його аккаунт був зламаний і це висловлювання було написано руками зловмисників.
Наступний роман був приписаний Кендалл з Джастіном Бібером. Інакше і бути не могло: аж надто багато хімії сталося між ними у спільній фотосесії для квітневого номера журналу «Vogue». У той момент і поповзли чутки про їх парі, однак самі зірки не коментують свої стосунки.
Також, деякий час Кендалл товаришувала з двадцятисемирічним актором Тейлором Лотнером, але в серйозні стосунки це не переросло.

### Друзі Кендалл
Арсенал друзів моделі Дженнер налічує безліч знаменитостей. Серед них найкращі подруги дівчини: Джиджи Хадід, Белла Хадід, Гейлі Болдвін, Ешлі Гонзалез, Тейлор Свіфт. Також Кріс Браун, Гаррі Гадсон.

## Гра "Kendall and Kylie"
У лютому 2016 року разом з компанією Glu Games представили свою казуальну гру для IOS та Android. В цій грі можна створити власного персонажа, обрати йому індивідуальний стиль, з'являтись на обкладинках різних журналів. Також, якщо запросити у гру декількох друзів, то можна грати з ними, допомагаючи один одному проходили різні рівні у грі.